# Yórgos Kostíkos
Yórgos Kostíkos (en grec : Γιώργος Κωστίκος), souvent translittéré Georgios Kostikos, est un footballeur grec né le 26 avril 1958 à Kateríni en Grèce.

## Carrière
- 1976-1978 : Pierikos Katerini  Grèce
- 1978-1986 : PAOK Salonique  Grèce
- 1986-1988 : Olympiakos  Grèce

## Sélections
- 46 sélections et 3 buts entre 1978 et 1986 avec  Grèce.